# Центральна школа Марселя
Центральна школа Марселя (фр. École Centrale de Marseille) — провідна аспірантура інженерної школи (або Grande école of engineering ), розташована в Марселі, другому за величиною місті Франції. École Centrale de Marseille була створена в 2006 році шляхом злиття різних попередніх установ і бере свій початок від École d'ingénieurs de Marseille, заснованої в 1890 році. Це одна з Центральних вищих шкіл (Париж, Ліон, Лілль, Нант, Марсель і Пекін) і член мережі TIME (Top Industrial Managers for Europe).

## Академічний профіль
Ecole Centrale de Marseille є багатопрофільною школою, де переважна більшість учнів витримали два-три роки інтенсивної підготовки з математики та фізики (відомі як prepa ). Студенти не мають жодної конкретної спеціальності до останнього року (рівень магістра), протягом якого вони повинні вибрати один з кількох факультативів:
- Машинобудування
- Хімічна інженерія
- Фізика, оптика та електротехніка
- Ділове адміністрування та фінанси
- Математика та інформатика

### Програми обміну
Будучи частиною мережі TIME ( Top Industrial Managers for Europe), школа має програму обміну з багатьма університетами по всьому світу, серед яких Мюнхенський технічний університет (Німеччина), Кренфілдський університет (Велика Британія), Королівський технологічний інститут (Швеція), Пенсильванія (США), Університет Сан-Паулу (Бразилія), Університет Ватерлоо (Канада), Університет Кейо (Японія) або Університет Чилі (Чилі).

## Випускники
Мережа випускників складається з понад 14 000 випускників.

### Видатні випускники
- Сімон Мері, співзасновник у 1899 році французької автомобільної компанії Turcat-Méry
- Маліка Аймер (1956–), лауреат премії Ірен Жоліо-Кюрі за жінки та бізнес у 2009 році
- Ален Дутей (1969), колишній головний операційний директор STMicroelectronics, колишній генеральний директор ST-Ericsson
- Франсуа Гібер (1978), генеральний директор STMicroelectronics Asia-Pacific